# Manifest 22 stycznia

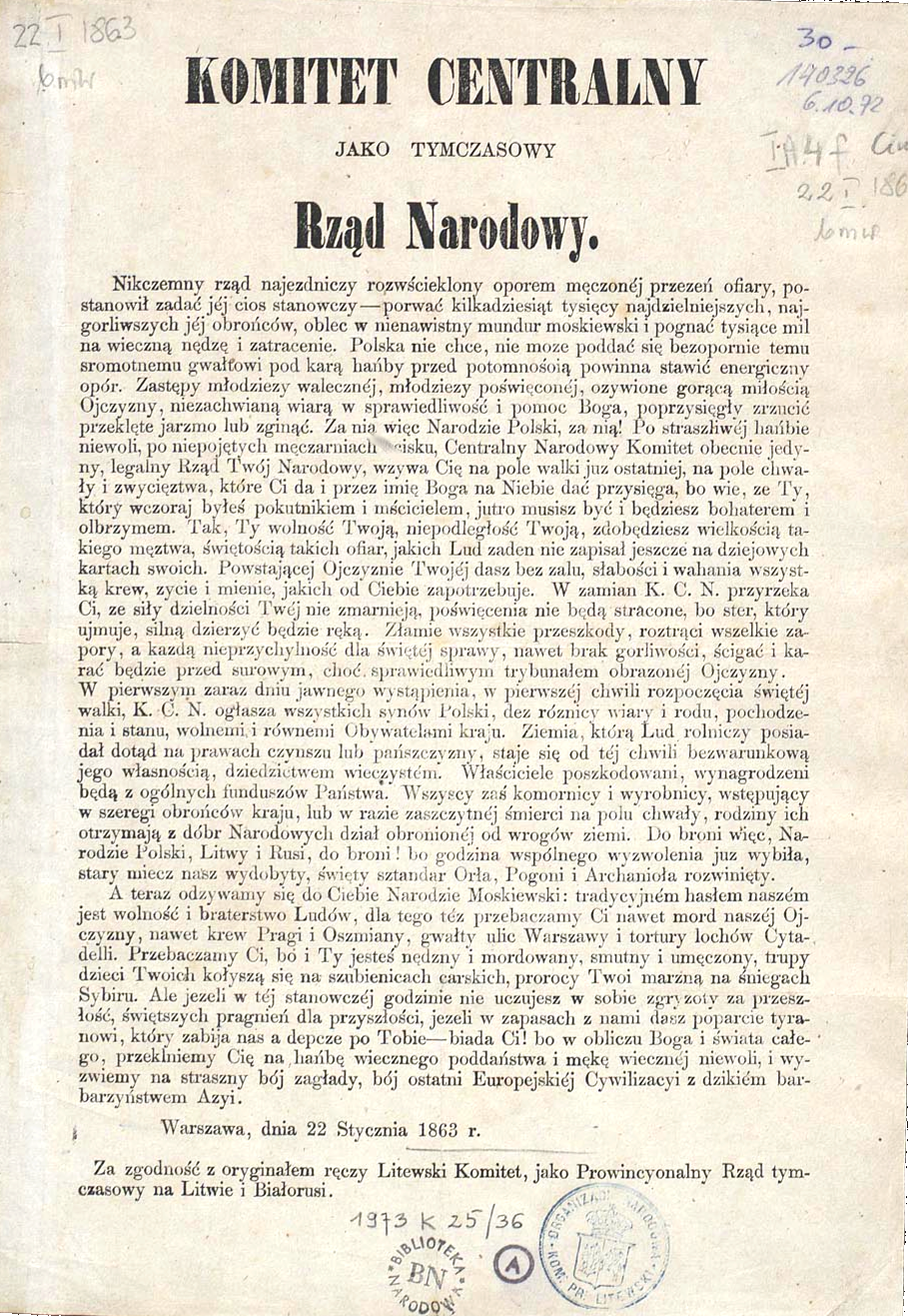
Manifest Tymczasowego Rządu Narodowego, 22 stycznia 1863

Manifest 22 stycznia – manifest wydany 22 stycznia 1863 w Warszawie przez Komitet Centralny Narodowy, ogłaszający wybuch powstania styczniowego, uwłaszczenie chłopów oraz zniesienie pańszczyzny. Autorką Manifestu była Maria Ilnicka.

## Historia
Manifest przekształcał Komitet Centralny w Tymczasowy Rząd Narodowy. Do walki przeciw Imperium Rosyjskiemu zostali wezwani wszyscy mieszkańcy przedrozbiorowej Rzeczypospolitej – Polacy, Litwini, Rusini i Żydzi. Ogłoszony w dniu wybuchu powstania styczniowego, manifest nadawał prawa obywatelskie wszystkim mieszkańcom Polski, bez względu na wyznanie, narodowość i pochodzenie społeczne. Dokument znosił pańszczyznę i przyznawał chłopom na własność uprawianą przez nich ziemię, uwłaszczał chłopów. Manifest był kluczowym dokumentem dla procesu emancypacji społecznej i politycznej w Polsce.

Zakładał on powstanie niepodległego państwa i równe prawa dla wszystkich obywateli oraz uwłaszczenie chłopów, cytat: 

Ziemia, którą Lud rolniczy posiadał dotąd na prawach czynszu lub pańszczyzny, staje się od tej chwili bezwarunkową jego własnością.

Wcielenie w życie postulatów manifestu nadzorowała Żandarmeria Narodowa, np. surowo karząc szlachtę i oficjalistów, wymuszających na chłopach odrabianie zniesionej pańszczyzny lub płacenie czynszu.
Z powodu nieufności do szlachty polskiej, podsycanej przez ziemian, przez większość chłopów manifest z 22 stycznia 1863 został przyjęty z obojętnością a uwłaszczenie z niego wynikające przyjęto z wiarą dopiero od cara Aleksandra II Romanowa, i to jego społeczność wiejska uznała za dobroczyńcę.